# Corey Simon
Corey Jermaine Simon Sr. (Pompano Beach, 2 marzo 1977) è un ex giocatore di football americano e politico statunitense che ha militato nel ruolo di defensive tackle nella National Football League (NFL).

## Carriera

### Philadelphia Eagles
Al college Samuels giocò a football a Florida State, vincendo il campionato NCAA e venendo premiato come All-American. Fu scelto come sesto assoluto dai Philadelphia Eagles nel Draft NFL 2000. Vi giocò fino al 2004, partendo come titolare in quattro finali della NFC in sei stagioni con gli Eagles. Philadelphia raggiunse il Super Bowl in un'occasione in quegli anni, perdendo il Super Bowl XXXIX contro i New England Patriots 24–21. Dopo la stagione 2004, gli Eagles applicarono la franchise tag su Simon, ma rifiutò di firmare. Dopo che le negoziazioni fallirono nel trovare un contratto a lungo termine, la squadra annullò la franchise tag, rendendo Simon free agent.

### Indianapolis Colts
Simon firmò così con gli Indianapolis Colts, con cui giocò per l'intera stagione 2005. Nel 2006 si sottopose a un intervento chirurgico, venendo inserito in lista infortunati durante il training camp, e non disputò alcuna partita. Non si recò al Super Bowl XLI assieme agli altri giocatori inattivi, Tuttavia ricevette lo stesso l'anello per la vittoria.
Il 1º agosto 2007 Colts il proprietario dei Colts Jim Irsay affermò che Simon stesse per essere svincolato dalla squadra, una volta che fosse stato raggiunto un accordo. Fu svincolato ufficialmente il 4 agosto.

### Tennessee Titans
Il 28 agosto 2007 Simon firmò con i Tennessee Titans. Il 25 ottobre dello stesso anno annunciò il ritiro dopo otto stagioni da professionista a causa di una poliartrite.

## Palmarès

### Franchigia
- Super Bowl : 1

Indianapolis Colts: Super Bowl XLI
- National Football Conference Championship: 1

Philadelphia Eagles: 2004
- American Football Conference Championship: 1

Indianapolis Colts: 2006

### Individuale
- Convocazioni al Pro Bowl: 1

2003
- PFWA All-Rookie Team - 2000